# Erodium rodiei
Erodium rodiei är en näveväxtart som först beskrevs av Br.-bi., och fick sitt nu gällande namn av Poirion. Erodium rodiei ingår i släktet skatnävor, och familjen näveväxter. Inga underarter finns listade i Catalogue of Life.